# XHTML MP

모바일 웹 표준의 발전

XHTML MP(XHTML Mobile Profile, XHTML 모바일 프로필)는 휴대폰 및 기타 리소스가 제한된 장치를 위해 특별히 설계된 하이퍼텍스트 컴퓨터 언어 표준이다.
오픈 모바일 연합에서 정의한 XHTML 문서 유형이다. XHTML-MP는 XHTML 모듈을 추가하여 XHTML Basic 1.0에서 파생되었으며 이후 버전의 표준에는 더 많은 모듈이 추가되었다. 그러나 특정 모듈의 경우 XHTML-MP는 완전한 구현을 요구하지 않으므로 XHTML-MP 브라우저가 모든 모듈을 완전히 따르지 않을 수 있다. XHTML MP 1.2 DTD는 2008년 3월에 최종 확정된 현재 권장 사항이다.
XHTML Basic 1.1은 2008년 7월에 XHTML-MP 1.2를 대체하는 W3C 권장 사항이 되었다.

## 문서 유형 선언
XHTML-MP로 유효성을 검사하려면 문서에 따르는 사양 버전에 따라 적절한 DTD(문서 유형 선언) 또는 DOCTYPE이 포함되어야 한다.
```
<!DOCTYPE html PUBLIC "-//WAPFORUM//DTD XHTML Mobile 1.0//EN"

"http://www.wapforum.org/DTD/xhtml-mobile10.dtd">

<!DOCTYPE html PUBLIC "-//WAPFORUM//DTD XHTML Mobile 1.1//EN"

"http://www.openmobilealliance.org/tech/DTD/xhtml-mobile11.dtd">

<!DOCTYPE html PUBLIC "-//WAPFORUM//DTD XHTML Mobile 1.2//EN"

"http://www.openmobilealliance.org/tech/DTD/xhtml-mobile12.dtd">

```

위 DTD의 기술적 오류를 수정하기 위해 일련의 개정판이 발행되었으며 DTD 형식은 표준 HTML 형식보다 더 복잡하고 덜 광범위하게 지원된다.

## MIME 유형
XHTML 모바일 프로필의 MIME 유형은 "application/vnd.wap.xhtml+xml"이다. 준수하는 사용자 에이전트는 "application/xhtml+xml" 및 "text/html"도 허용해야 한다. 많은 데스크톱 브라우저는 XML MIME 유형이 지정된 경우 표시 시 XHTML-MP의 유효성만 검사한다.